# Марк Вибий Либерал
Марк Вибий Либерал (лат. Marcus Vibius Liberalis) — римский политический деятель второй половины II века.
Либерал, по всей видимости, был италийского происхождения. О его родителях ничего неизвестно. С марта по апрель 166 года он занимал должность консула-суффекта вместе с Публием Марцием Вером. Известно, что Либерал исповедовал христианство. Возможно, его следует идентифицировать с мучеником Либералом, имевшим знатное происхождение.